# Gurúè
Gurúè este un oraș în Provincia Zambezia, Mozambic.